# پاور فاینانس
پاور فاینانس (انگلیسی: Power Finance) شرکت دولتی خدمات مالی هندی است، که در سال ۱۹۸۶ تأسیس شد.